# Jayden Danns
Jayden Danns, född 16 januari 2006 i Liverpool, är en engelsk fotbollsspelare (anfallare) som spelar för Liverpool i Premier League.

## Klubbkarriär
Danns debuterade i Premier League den 21 februari 2024 i en 4–1-vinst över Luton Town, där han blev inbytt i den 89:e minuten mot Luis Díaz.

## Övrigt
Jayden Danns är son till den tidigare professionella fotbollsspelaren Neil Danns, som spelade i Guyanas landslag mellan 2015 och 2023.

## Meriter
Liverpool
- Engelska Ligacupen: 2023/2024